# برتلبن
برتلبن (به آلمانی: Bretleben) یک شهر در آلمان است که در کوفهویزرکرایس واقع شده‌است. برتلبن ۶۴۲ نفر جمعیت دارد.